# Naturschutzgebiet Schlichtes Moor
Koordinaten: 53° 48′ 35,1″ N, 12° 21′ 20,1″ O
Das Naturschutzgebiet Schlichtes Moor ist ein 56 ha umfassendes Naturschutzgebiet in Mecklenburg.

## Lage
Es liegt 1 km westlich des Ortes Schlieffenberg inmitten eines Laubwaldkomplexes. Die Unterschutzstellung erfolgte am 22. August 1976 mit einer Erweiterung im Jahr 1982 und hat zum Ziel, eines der wenigen noch vorhandenen Kesselmoore im Land zu schützen. Der Gebietszustand wird als sehr gut angesehen, da das Kesselmoor eine optimale Wasserversorgung aufweist. Das Naturschutzgebiet darf nicht betreten werden. Große Teile des Naturschutzgebietes sind Bestandteil des FFH-Gebietes Nebeltal mit Zuflüssen, verbundenen Seen und angrenzenden Wäldern.

## Geschichte und Wasserhaushalt
Die Schutzgebietsflächen entstanden als Ausschürfung im Rahmen der letzten Eiszeit. Umliegend befindet sich östlich der Schlieffenberger Oszug und nördlich eine Stauchendmoräne im Schatten eines ehemaligen Nunatak beim Schmooksberg. Die ausgeschürfte Hohlform stellt einen 20 Meter tiefen Osbegleitgraben dar. Das heutige Schutzgebiet besteht aus zwei weitgehend voneinander getrennten Kesseln: dem nördlich gelegenen Schlichten Moor und dem südlich anschließenden Schwarzen See. Die beiden abflusslosen offenen Seen verlandeten in den folgenden Jahrtausenden und die umliegenden Mineralbodenflächen bewaldeten.
Das Schlichte Moor trägt auf alten Flurkarten den Namen Schlechtes Moor, was auf die ursprüngliche niederdeutsche Namensherkunft hinweist, da es durch den starken Wassergehalt des Torfes einen geringen Nutzungswert aufwies. Es wird als Kesselmoor auch durch Mineralbodenwasser gespeist.
In der Wiebekingschen Karte von 1786 sind die Moorflächen waldfrei und ohne Entwässerung. Lediglich im Osten des Gebietes finden sich niederwaldartige Bestände. Es handelte sich um einen, heute noch erkennbaren, Buchen-Niederwald, der von einzelnen Eichen durchsetzt ist. Die Flächen unterliegen aktuell keiner Nutzung, da die Moorflächen nicht betreten werden dürfen. Die umliegenden Waldflächen werden forstwirtschaftlich genutzt.

## Pflanzen- und Tierwelt
Das Zentrum des Schutzgebietes, das eigentliche 100 mal 300 Meter umfassende Schlichte Moor, ist eine unbewaldete Moorfläche mit den hochmoortypischen Pflanzenarten Schlammsegge, Rundblättriger und Langblättriger Sonnentau, Weißes Schnabelried, Schmalblättriges Wollgras und Sumpfporst. Es weist eine sehr vitale Torfmoosvegetation auf. Die dominierende Art ist Sphagnum recurvum. Die Torfmächtigkeit erreicht stellenweise 19 Meter, womit das Schlichte Moor zu den tiefgründigsten Kesselmooren in Mecklenburg-Vorpommern gehört.
Der Schwarze See ist ein dystrophes verlandendes Gewässer. Am Ufer wachsen Sumpflappenfarn, Sumpfcalla und Seggen. Landwärts schließt sich ein Erlen- und Weidengürtel an. Auf den umliegenden Flächen stockt bodensaurer gemischter Eichen- und Buchenwald. Der Kranich brütet im Gebiet.